# 대한민국 형사소송법 제109조
대한민국 형사소송법 제109조는 수색에 대한 형사소송법의 조문이다.

## 조문
제109조(수색) ① 법원은 필요한 때에는 피고사건과 관계가 있다고 인정할 수 있는 것에 한정하여 피고인의 신체, 물건 또는 주거, 그 밖의 장소를 수색할 수 있다.  <개정 2011.7.18.>
②피고인 아닌 자의 신체, 물건, 주거 기타 장소에 관하여는 압수할 물건이 있음을 인정할 수 있는 경우에 한하여 수색할 수 있다.

第109條(搜索) ① 법원은 필요한 때에는 피고사건과 관계가 있다고 인정할 수 있는 것에 한정하여 피고인의 신체, 물건 또는 주거, 그 밖의 장소를 수색할 수 있다.  <개정 2011.7.18.>
②被告人 아닌 者의 身體, 物件, 住居 其他 場所에 關하여는 押收할 物件이 있음을 認定할 수 있는 境遇에 限하여 搜索할 수 있다.

## 참고 문헌
- 손동권 신이철, 새로운 형사소송법(초판, 2013), 세창, 2013. ISBN 9788984114081

## 같이 보기
- 압수